# Sideritis romana
Sideritis romana är en kransblommig växtart som beskrevs av Carl von Linné. Sideritis romana ingår i släktet sårmyntor, och familjen kransblommiga växter. Inga underarter finns listade i Catalogue of Life.